# Weldamme
Weldamme is een verdronken nederzetting en heerlijkheid op het eiland Schouwen, nu Schouwen-Duiveland, in de Nederlandse provincie Zeeland. De plaats lag ten westen van de stad Zierikzee. De restanten van Weldamme en het kasteel van de heerlijkheid liggen op de bodem van de Oosterschelde.

## Geschiedenis
Reeds in de 14e eeuw was er sprake van de heerlijkheid Weldamme met de gehuchten Hoog en Laag Weldamme. Beide gehuchten hadden geen kerkgebouw. Het Weldammebevang met de twee gehuchten behoorde tot het Poortambacht van Zierikzee. De twee gehuchten zijn door overstromingen verdwenen: sommige bronnen vermelden dat de stormvloeden van 1552 en 1570 een einde maakten aan de twee plaatsjes terwijl andere 1487 als einddatum noemen. Ook wordt gesteld dat de twee dorpjes in 1577 afgebroken werden in een periode waarin Zeeland zwaar leed onder brandstichting en inundaties ten gevolge van de Tachtigjarige Oorlog. In 1676 bestond een deel van het Weldammebevang nog, maar de overstroming van 14 maart 1718 maakte definitief een einde aan het gebied.

### Kasteel
Het kasteel van Weldamme behoorde toe aan het geslacht Weldamme, de eigenaren van de heerlijkheid. In 1301 was sprake van ene Welleman of Willem van Weldamme, wiens zoon Reijnger Willemszone van Weldamme in 1330 rentmeester was van Zeeland bewesten Schelde. Heilwich van Weldamme huwde met Hendrik van den Abeele. Het geslacht eindigde toen de laatste erfdochter van de familie eind 14e eeuw trouwde met Willem van Cats, waarna hun nakomelingen zich Cats van Weldamme ging noemen.
In 1954 werden restanten van het kasteel zichtbaar dankzij een lage ebstand van de Oosterschelde. Het ging om een stenen vloer tussen zware muren van 1,7 meter dik. De muren vormden een haakse hoek met elkaar. Uit later opgedoken bakstenen zou een bouwperiode in de 13e eeuw blijken. Onderzoek in 2004 stelde opnieuw de kasteellocatie vast en aan het terrein werd een hoge archeologische waarde toegekend. 